# Transporte Aéreo Militar
Transporte Aéreo Militar – nieistniejąca boliwijska linia lotnicza z siedzibą w La Paz. Należy do Boliwijskich Sił Powietrznych.
W 2019 roku linia zaprzestała działalność.

## Flota
- '2 Xi’an MA60 FAB-96, FAB-97
- 1 Beechcraft 1900 FAB-43
- 4 BAE 146-200A FAB-100, FAB-101, FAB-102, FAB-103
- 1 Casa 212 FAB-86
- 1 Convair 580 FAB-74